# Sunshine Superman (musikalbum)
Sunshine Superman är ett musikalbum av Donovan utgivet hösten 1966 på Epic Records. Det gavs ut två Donovan-album med det här namnet, ett i USA och Europa samt ett i Storbritannien. Den brittiska versionen gavs ut 1967 på Pye Records, och då hade redan Donovans nästa album Mellow Yellow hunnit ges ut i USA. Brittiska versionen av Sunshine Superman innehåller låtar från båda dessa album. Skivomslagen var också olika. Att det gavs ut två versioner berodde på att en schism uppstått mellan Donovan och Pye Records vilket försenade hans skivdistribution i Storbritannien.
Albumet var ett av de första västerländska popalbumen som innehöll instrument från fjärran östern. Titelspåret är en av Donovans internationellt mest kända låtar. I förhållande till resten av albumet är dock "Sunshine Superman" tillsammans med apokalyptiska "Season of the Witch" och "The Trip" en av få låtar med rockig framtoning. "Legend of A Girl Child Linda", "Ferris Wheel", och "The Fat Angel" är tre exempel på de komplexa Indien-inspirerade lugna jam som dominerar albumet.

## Låtlista
USA och Europa-version:
1. "Sunshine Superman" - 3:14
2. "Legend of A Girl Child Linda" - 6:53
3. "Three King Fishers" - 3:14
4. "Ferris Wheel" - 4:14
5. "Bert's Blues" - 3:58
6. "Season of The Witch" - 4:57
7. "The Trip" - 4:33
8. "Guinevere" - 3:38
9. "The Fat Angel" - 4:11
10. "Celeste" - 4:08

Brittisk version:
1. "Sunshine Superman"
2. "Legend of a Girl Child Linda"
3. "The Observation"
4. "Guinevere"
5. "Celeste"
6. "Writer in the Sun"
7. "Season of the Witch"
8. "Hampstead Incident"
9. "Sand and Foam"
10. "Young Girl Blues"
11. "Three Kingfishers"
12. "Bert's Blues"